# Левобережный (Ростовская область)
Левобере́жный — хутор в Азовском районе Ростовской области.
Входит в состав Задонского сельского поселения.

## География
Хутор находится на левом берегу реки Кагальник, на расстоянии 30 км (по автодорогам) к юго-востоку от города Азов, административного центра района.

## История
В 1963 году указом Президиума Верховного Совета РСФСР хутор Александровка переименован в Левобережный.

## Население
| 1989 | 2002 | 2010 |
| ---- | ---- | ---- |
| 223  | ↘222 | ↗250 |

## Улицы
- ул. Зелёная,
- ул. Колодезная,
- ул. Речная,
- ул. Степная,
- ул. Школьная.